# Fytodekontaminační technologie
Fytodekontaminační technologie odstraňují znečištění životního prostředí prostřednictvím rostlin, resp. biochemických pochodů, kterými rostliny působí na své okolí.
V současnosti jsou známy tyto fytodekontaminační technologie:
- Fytoextrakce
- Rhizofiltrace
- Fytodegradace
- Fytovolatilizace